# 交通部運輸研究所
交通部運輸研究所是中華民國交通部附屬機構，1970年成立，目的在於為交通部提供「解除擁擠」、「疏通瓶頸」、「提高容量」、「擴充及充分利用現有運輸設施」及「擬訂中長期運輸發展計畫」的各種研究報告及各項企劃案。

## 歷史
- 1954年10月，交通部成立「交通部交通研究所」（交研所），負責一般交通學術研究、交通幹部訓練、交通戰備器材管理運用、中國大陸交通資料蒐集研判等業務。
- 1970年8月1日，交通部成立「交通部運輸計畫委員會」（運委會），屬於臨時編制，延續行政院國際經濟合作發展委員會都市建設及住宅計畫小組（UHDC）交通組的架構與作業方式。
- 1984年1月4日，總統令制定公布《交通部運輸研究所組織條例》。
- 1985年1月5日，運委會與交研所合併為「交通部運輸研究所」，為交通部常設機關，設五組、秘書室。
- 1991年1月30日，總統令修正公布《交通部運輸研究所組織條例》，交通部運輸研究所增置副所長1人，並增設綜合技術組及加強中級研究規劃人力，以資因應。
- 1995年6月，交通部運輸研究大樓落成，為交通部運輸研究所總部。
- 1999年7月1日，因臺灣省政府功能業務與組織調整，原臺灣省政府交通處港灣技術研究所改隸交通部運輸研究所，更名為「港灣技術研究中心」，為交通部運輸研究所之所屬機關。
- 2001年8月1日，港灣技術研究中心改為交通部運輸研究所之派出單位。
- 2023年5月16日，立法院三讀通過《交通部運輸研究所組織法草案》。
- 2023年6月7日，總統令制定公布《交通部運輸研究所組織法》[1]。
- 2023年9月15日，《交通部運輸研究所組織法》施行，交通部運輸研究所部分組織調整。

## 歷任首長
| 1    | 黃嘉禾 | 1985年1月5日   | 1987年9月30日  |
| 2    | 張家祝 | 1987年10月1日  | 1995年2月28日  |
| 代理 | 馮正民 | 1995年3月1日   | 1995年8月31日  |
| 3    | 張有恆 | 1995年8月1日   | 1997年7月31日  |
| 代理 | 林大煜 | 1997年8月1日   | 1997年9月10日  |
| 4    | 林大煜 | 1997年9月11日  | 2004年2月29日  |
| 5    | 黃德治 | 2004年3月1日   | 2010年7月14日  |
| 6    | 林志明 | 2010年7月15日  | 2015年1月15日  |
| 7    | 林信得 | 2015年1月16日  | 2016年8月21日  |
| 8    | 祁文中 | 2016年8月22日  | 2016年10月24日 |
| 9    | 吳玉珍 | 2016年10月25日 | 2018年6月5日   |
| 10   | 林繼國 | 2018年6月6日   | 2025年7月18日  |
| 11   | 黃新薰 | 2025年7月18日  | 現任           |

## 組織
- 所長
  - 副所長（2人）
    - 主任秘書

行政單位
- 秘書室
- 人事室
- 主計室
- 政風室

業務單位
- 運輸計畫及陸運組
- 運輸工程及海空運組
- 運輸安全組
- 運輸經營及管理組
- 運輸科技及資訊組
  - 無人機科技產業小組
- 運輸能源及環境組
- 運輸技術研究中心

## 外部連結
- 交通部運輸研究所 （页面存档备份，存于）（繁體中文）（英文）
- GreenTransport的Facebook專頁
- YouTube上的交通部運輸研究所頻道